# La Croix-de-la-Rochette
La Croix-de-la-Rochette é uma comuna francesa na região administrativa de Auvérnia-Ródano-Alpes, no departamento de Saboia. Estende-se por uma área de 3,04 km². Em 2010 a comuna tinha 385 habitantes (densidade: 126,6 hab./km²).